# Манзарасское сельское поселение
Манзарасское се́льское поселе́ние — муниципальное образование в Кукморском районе Татарстана Российской Федерации.
Административный центр — село Манзарас.

## История
Статус и границы сельского поселения установлены Законом Республики Татарстан от 31 января 2005 года № 27-ЗРТ «Об установлении границ территорий и статусе муниципального образования "Кукморский муниципальный район" и муниципальных образований в его составе».

## Население
| 2010  | 2011  | 2012  | 2013  | 2014  | 2015  | 2016  |
| ----- | ----- | ----- | ----- | ----- | ----- | ----- |
| 2029  | ↘2027 | ↘2014 | ↗2016 | ↗2025 | ↗2067 | ↗2068 |
| 2017  | 2018  |       |       |       |       |       |
| ↗2081 | ↗2110 |       |       |       |       |       |

## Состав сельского поселения
| № | Населённый пункт | Тип населённого пункта       | Население |
| - | ---------------- | ---------------------------- | --------- |
| 1 | Качимир          | деревня                      |           |
| 2 | Киндер Куль      | деревня                      |           |
| 3 | Люга             | село                         |           |
| 4 | Манзарас         | село, административный центр |           |